# VIII. István moldvai fejedelem
VIII. István vagy Rézván (Resován) István (? – 1595 decembere) Moldva fejedelme 1595-ben. II. Mihály havasalföldi fejedelem egyik okleveléből ismert, hogy Rézván egy havasakföldi fejedelmi rabszolganő fia volt.
Áron vetélytársa és utódja volt. Báthory Zsigmondnak hűséget esküdvén, 3200 emberrel csatlakozott Törcsvárnál a Szinán pasa ellen induló Báthoryhoz (1595). Zamojski, a lengyel kancellár buktatta meg, haddal vonulván Moldvába és a lengyel eredetű Mogila Jeremiást tette István helyett vajdává. Jeremiás legyőzött ellenfelét karóba húzatta.